# Joseph Frings
Joseph Richard Frings (ur. 6 lutego 1887 w Neuss, zm. 17 grudnia 1978 w Kolonii) – niemiecki duchowny katolicki, arcybiskup Kolonii, kardynał.

## Życiorys
Studiował na uniwersytetach w Innsbrucku, Fryburgu Bryzgowijskim, Bonn oraz w Papieskim Instytucie Biblijnym w Rzymie. Przyjął święcenia kapłańskie 10 sierpnia 1910. Pracował jako duszpasterz w archidiecezji kolońskiej, w latach 1937–1942 był rektorem miejscowego seminarium.
1 maja 1942 został mianowany arcybiskupem Kolonii; sakry biskupiej udzielił mu 21 czerwca 1942 arcybiskup Cesare Orsenigo, nuncjusz w Niemczech. Frings był jednym z najpopularniejszych w historii arcybiskupów kolońskich, otrzymał m.in. tytuł honorowego obywatela Kolonii. W latach 1945–1950 stał na czele Konferencji Niemieckich Biskupów Katolickich. 18 lutego 1946 papież Pius XII wyniósł go do godności kardynalskiej, nadając tytuł prezbitera San Giovanni a Porta Latina.
Brał udział w obradach Soboru Watykańskiego II, zasiadał w Prezydium Soboru; jego doradcą ds. teologicznych był w czasie Soboru Joseph Ratzinger, przyszły papież Benedykt XVI. Kardynał Frings zrezygnował z rządów archidiecezją kolońską w lutym 1969. Dwukrotnie brał udział w konklawe - w 1958 i 1963; po reformie zasad wyboru papieża w 1971 utracił prawo wyboru w konklawe ze względu na wiek (ponad 80 lat).
Został pochowany w katedrze metropolitalnej w Kolonii.